# Wieża widokowa w Suścu
Wieża widokowa w Suścu – turystyczna wieża widokowa w miejscowości Susiec w województwie lubelskim, w powiecie tomaszowskim, w gminie Susiec.

## Opis
Wieża widokowa wznosi się wśród pól uprawnych po północnej stronie zabudowanego obszaru Suśća, po prawej stronie drogi z Suśca do Grabowicy. Obok niej przy drodze jest niewielki parking. Wieżę wybudowano w 2013 r. na wzniesieniu zwanym Górą Grabowicką. Ma około 10 m wysokości i 3 piętra widokowe. Obok wieży są ławki i wiata dla turystów. Z wieży roztacza się dookólny widok na pola uprawne Suśća, doliny Tanwi i Sopotu oraz Lasy Janowskie.
Wieżę wybudowano z funduszów Unii Europejskiej w ramach osi 4 LEADER (Program rozwoju obszarów wiejskich na lata 2007–2013).